# Abu Dhabi National Oil Company
La Abu Dhabi National Oil Company (in arabo شركة بترول أبوظبي الوطنية‎?) o ADNOC è un'azienda statale petrolifera degli Emirati Arabi Uniti. Secondo la rivista Oil & Gas Journal a gennaio 2015 ADNOC possedeva la 7ª più grande riserva di petrolio al mondo, con 97,8 miliardi di barili, la maggior parte site ad Abu Dhabi. È la 12ª più grande compagnia petrolifera per produzione con 3,1 milioni di barili al giorno, ed è inoltre la più grande azienda dello Stato.